# Districtul Meftah
Meftah este un district din provincia Blida, Algeria.